# Malali, Hosanagara
Malali là một làng thuộc tehsil Hosanagara, huyện Shimoga, bang Karnataka, Ấn Độ.